# I Dalton (serie animata)
I Dalton (Les Dalton) è una serie televisiva animata francese spin-off co-prodotta da Xilam, Dargaud Media e Lucky Comics, in coproduzione con France Televisions e Canal+, trasmessa a partire dal 23 maggio 2010 in Francia sul canale Canal+ Family. La serie conta un totale di 195 episodi: 189 episodi da 6 minuti e mezzo circa più 2 speciali equivalenti a 6 episodi normali. La serie si basa sui quattro fratelli Dalton, nemici ricorrenti di Lucky Luke; si può considerare di conseguenza uno spin-off del franchise. In Italia la serie è stata trasmessa su K2 dal 4 novembre 2013 con puntate della durata di 20 minuti circa contenenti 3 episodi della serie, per un totale di 63 puntate più i 2 speciali.

## Trama
Nella seconda metà dell'800, i fratelli Joe, Jack, William e Averell Dalton (storici nemici di Lucky Luke) vengono condannati ai lavori forzati a vita e rinchiusi in un penitenziario di massima sicurezza nel deserto del Nevada. L'obiettivo primario dei quattro fratelli è tornare a rapinare le banche quindi, in ogni episodio, Joe escogita un piano per evadere. Ogni volta la fuga fallisce miseramente e i Dalton finiscono spesso col procurarsi dei danni fisici. A volte i quattro riescono effettivamente ad evadere ma, per errore, necessità o sfortuna, tornano loro stessi alla prigione. Talvolta Averell o il cane Rantanplan rovinano i piani di Joe con idee stupide, ma a volte è proprio colpa di Joe stesso se le fughe falliscono.
William e Jack suggeriscono spesso a Joe delle idee brillanti per le fughe o lo correggono se fa qualche errore, mentre in alcune occasioni i Dalton vengono aiutati da Ma' Dalton. Altre volte i Dalton si affidano anche al sovrannaturale per evadere, facendo conoscenza con personaggi misteriosi oppure avvalendosi degli oggetti magici o degli incantesimi dello sciamano della tribù indiana che vive vicino al penitenziario.

## Personaggi e doppiatori
| Personaggio              | Doppiatore francese | Doppiatore italiano |
| ------------------------ | ------------------- | ------------------- |
| Joe Dalton               | Christophe Lemoine  | Paolo Marchese      |
| Jack Dalton              | Bruno Flender       | Enrico Di Troia     |
| William Dalton           | Julien Cafaro       | Antonio Palumbo     |
| Averell Dalton           | Bernard Alane       | Andrea Lavagnino    |
| Rantanplan               | François Morel      | Franco Mannella     |
| Signorina Betty          | Edwige Lemoine      | Emanuela Damasio    |
| Signor Peabody           | Stéphane Ronchewski | Oliviero Dinelli    |
| Pete                     | Bruno Magne         | Stefano Santerini   |
| Emmett                   | Michel Dodane       | Mino Caprio         |
| Ming-Li Fu               | Michel Dodane       | Marco Mete          |
| Lupo Pazzo (Loup Cinglé) | Bruno Magne         | Stefano Mondini     |
| Vero Falco (Vrai Faucon) | Jérémy Prévost      | Luca Dal Fabbro     |

## Episodi
| Stagione         | Puntate (episodi) | Prima TV Francia | Prima TV Italia |
| ---------------- | ----------------- | ---------------- | --------------- |
| Prima stagione   | 26 (78)           | 2010-2012        | 2013            |
| Seconda stagione | 37 (111)          | 2013-2015        | 2014-2015       |

## Prodotti antecedenti alla serie
La serie arrivò dopo il successo di altre due produzioni Xilam collegate al franchise: la serie animata Le nuove avventure di Lucky Luke e il film d'animazione Lucky Luke e la più grande fuga dei Dalton. Un film omonimo ma non correlato alla serie intitolato Les Dalton e diretto da Philippe Haïm fu distribuito in Francia dall'8 dicembre 2004.

## Speciali

### Le vacanze dei Dalton
Le vacanze dei Dalton (Les vacances des Dalton) è uno speciale della durata di 21 minuti trasmesso  per la prima volta in Italia lunedì 16 giugno 2014 su K2. La Signorina Betty avvisa Averell che i suoi quadri sono stati scelti per essere esposti al museo del Louvre e che dovranno partire per Parigi. Joe, Jack e William fuggono dal penitenziario utilizzando una talpa meccanica e sottoterra incontrano il loro zio Bill, detenuto che si era perso mentre scavava un tunnel per evadere. Bill è ossessionato dal voler vedere i piedi dei quattro fratelli poiché contengono i numeri per aprire una cassaforte che ha con sé (cassaforte che aveva rubato tempo fa a mamma Dalton). I Dalton raggiungono Averell a Parigi e poco dopo scoprono il piano di Bill. Alla fine i Dalton riescono a recuperare la cassaforte, venendo poi fermati da Peabody e dalle guardie. Tornati in Nevada, i Dalton ottengono il permesso di consegnare alla loro mamma la cassaforte, che la apre mostrandone il contenuto: la copia originale della Gioconda di Leonardo da Vinci. Questo fa infuriare Joe perché scopre che la Gioconda che aveva rubato tempo prima era un falso.

### Assalto alla prigione
Assalto alla prigione (Fort Dalton) è il secondo speciale trasmesso per la prima volta su K2 nel contenitore Funny Friday venerdì 29 maggio 2015, anche questo della durata di tre episodi normali. Il generale messicano Antonio López de Santa Anna ha invaso il penintenziario con l'intento che gli Stati Uniti consegnino il Texas senza resistenza. Per fare sì che tutti evadano, Averell ha avuto l'idea di costruire una sottospecie di zeppelin e mentre i Dalton si buttano giù inseguiti da Peabody, la Signorina Betty (di cui Santa Anna si è innamorato) e Rantaplan cadono dallo zeppelin e vengono presi in ostaggio sotto la mano messicana. Mentre lo zeppelin, guidato ora da Pit ed Emmet si è allontanato dalla giungla alla Cina, in cambio dell'amnistia i Dalton accettano di aiutare il direttore a recuperare la Signorina Betty, mentre quest'ultima si esaurisce i nervi in continuazione per i tentativi vani di seduzione del generale. Una pozione di Vero Falco cambia-identità (con la controindicazione di trasformazioni indesiderate in caso di ira) li ha trasformati in soldati messicani e poi Joe in un maiale per via dell'ira, escono a mani vuote ma Peabody (che in precedenza aveva visto il giornale nel suo ufficio) ha avuto l'idea di chiedere aiuto al presidente Ulysses Grant (che passava lì vicino col treno) che gli ha fornito gadget ultratecnologici dal suo aiutante, il signor G, come gadget appunto. Vengono scoperti ma i messicani non si sono accorti che avevano messo della dinamite ad orologeria in uno spazio vuoto nel muro che, quando questa esplode e crea la breccia, l'esercito americano entra subito e sconfigge tutti tranne il reggimento a comando di Santa Anna che però viene distrutto dall'atterraggio dello zeppelin. Il generale sconfitto fugge e il penitenziario torna sotto mano statunitense. Mentre stanno per essere liberati come promesso dopo aver ricevuto la medaglia d'onore, Peabody si accorge che Averell aveva rubato la valigetta del signor G senza che i suoi fratelli lo sapessero e così i Dalton vengono condannati a 69 anni di prigionia.

## Distribuzione nel mondo
| Nazione     | Rete televisiva                                                                                          |
| ----------- | --- |
| Francia     | France 3, Canal+, Canal+ Family, Boomerang France, France 4, Telètoon+                                   |
| Belgio      | RTBF, VRT                                                                                                |
| Finlandia   | MTV OY, C More Juniori, MTV3, MTV Sub                                                                    |
| Norvegia    | NRK |
| Polonia     | Teletoon+, TV Puls, Puls 2                                                                               |
| Portogallo  | SIC K |
| Svizzera    | TSR |
| Canada      | Télé-Québec                                                                                              |
| Italia      | K2 (a partire dal 4 novembre 2013), DeA Kids, Boomerang Italia, Deejay TV (a partire dal 26 luglio 2015) |
| Germania    | ProSieben Maxx, KiKA                                                                                     |
| Turchia     | ATV, MinikaGO                                                                                            |
| Lega araba  | MBC 3 |
| Stati Uniti | Cartoon Network                                                                                          |
| India       | SUN TV, Hungama TV, Super Hungama                                                                        |
| Catalogna   | SX3 |
| Regno Unito | Channel 4                                                                                                |
| Australia   | Seven Network                                                                                            |